# Família Wallenberg
Os Wallenberg - também conhecidos como Wallenbergarna - são uma família sueca, com uma posição destacada na vida económica do país. Originária da província da Gotalândia Oriental, conta entre os seus membros com várias personalidades importantes nos domínios bancários e industriais do país:

- Marcus ”Dodde” Wallenberg jr (1899–1982)
- Raoul Wallenberg (1912-ca 1947)
- Peter Wallenberg (1926–2015)
- Jacob Wallenberg (1956-)
- Marcus Wallenberg (1956-) - Conselho de administração da Saab, Skandinaviska Enskilda Banken, Foundation Asset Management, Electrolux, LKAB, Stora Enso, EQT AB, Investor AB, Stora Feldmühle AG, Citicorp (Hong Kong), Citibank (Nova Iorque).[5][6]
- Peter Wallenberg (1959-)

A família Wallenberg tem a sua esfera de influência baseada em fundações, empresas e instituições financeiras.

- Investor AB  - empresa de investimento sueca fundada em 1916
- Skandinaviska Enskilda Banken – banco sueco fundado em 1972, com sede em Estocolmo, Suécia
- Atlas Copco - companhia industrial sueca fundada em 1873
- ABB - empresa multinacional com sede em Zurique, Suíça
- Electrolux - fabricante de eletrodomésticos multinacional sueca
- Fundações Wallenberg – grupo de fundações detentoras de capital em variadas empresas, gerido pela Foundation Asset Management